# Potència regional
Una potència regional és un país que té un poder rellevant en la seva àrea d'influència però no arriba a ser superpotència ni potència mundial perquè el seu abast no és global. Acostumen a ser estats amb una situació geoestratègica especial, amb més recursos que els veïns o amb aliances poderoses amb països de diferents blocs.
Alguns països que tenen aquesta consideració són:
- Corea del Sud: el tercer país en importància a Àsia després de la Xina i el Japó, amb qui sovint comparteix interessos
- Itàlia, França i Alemanya a Europa
- Brasil: economia emergent, país lusòfon enmig d'altres hispanoparlants, amb grans recursos i natalitat
- Israel: per les seves aliances
- Iran: per la força al món islàmic i la seva extensió
- Pakistan: país creixent per la seva proximitat a l'Índia
- Egipte: lidera el Magrib i els països del seu voltant, és la segona economia àrab i el primer exèrcit africà, manté bones relacions amb Occident pel turisme
- Nigèria: per la seva extensió i ubicació, és decisiva a Àfrica Occidental i central
- Sud-àfrica: lidera desenvolupament del continent africà